# Tongling
Tongling är en kinesisk stad på prefekturnivå i provinsen Anhui i centrala Kina. Den ligger omkring 120 kilometer sydost om provinshuvudstaden Hefei. Stadens område utökades 2016 när Zongyang härad överfördes från staden Anqing.

## Administrativ indelning
Tongling är indelat i tre stadsdistrikt  och ett härad.
| Typ           | Namn     | Kinesiskt namn | Befolkning (2020) | Area (km²) |
| ------------- | -------- | -------------- | ----------------- | ---------- |
| Stadsdistrikt | Jiao     | 郊区           | 215 000           | 553        |
| Stadsdistrikt | Tongguan | 铜官区         | 451 000           | 133        |
| Stadsdistrikt | Yi'an    | 义安区         | 227 000           | 804        |
| Härad         | Zongyang | 枞阳县         | 469 000           | 1492       |

## Historia
Tongling har varit känd som en vacker bergsstad ända sedan Handynastin för över 1500 år sedan och stadens nuvarande namn betyder bokstavligen "Kopparberget". Den har varit en gruvstad sedan 600-talet. Det finns stora koppargruvor i området, liksom vissa  tennförekomster. Det har därför varit en viktig plats för bronsproduktion under många århundraden. Den industriella verksamheten ökade gradvis under Mingdynastin (1368-1644) och Qingdynastin (1644-1911), under  japanska ockupationen mellan 1938 och 1945, och särskilt under den kommunistiska regimen sedan 1949

## Ekonomi
Stadens industriella bas är fortfarande flera närliggande koppargruvor och kopparförädling. Bland lokala mineraltillgångar finns även: järn, kol, guld, silver, tenn, järnsulfid, samt mer än tjugo andra sällsynta mineraler såsom nickel, kadmium, gallium, molybden, germanium och selen. Andra viktiga branscher är kemisk industri, textilindustri, byggmaterial, elektronik, maskiner och livsmedelsindustri. Med sitt läge som ett nav för sjötransport, byggdes år 1995 Anhui-provinsens första motorvägsbro över Yangtze-floden. Hängbron som är 2,6 km lång snedkabelbro var vid färdigställandet den tredje längsta i sitt slag i Kina.
Tongling har utvecklats snabbt under de senaste åren. BNP per capita är den högsta i Anhui-provinsen. Och den beräknas uppnå 10.000 $ per capita år 2012.
Även om Tongling är bergigt finns låglandsområden runt staden där det växer ris, vete, bomull, bönor, vitlök, ingefära och medicinalväxter. Det finns också stora fiskodlingar i området.

## Floddelfiner
Tongling är centrum för bevarandeinsatser för att bevara de sista floddelfinerna från  Yangtzefloden (även kallad Chang Jiang eller Långa floden).  Två reservat har inrättats i Tonglingområdet, men ännu har inga delfiner fångats och kunnat flyttats från floden in i sjöarna. Arten tros vara utdöd sedan 2006. (Delfinartens latinska namn är Lipotes vexillifer, på kinesiska kallad Baiji).

## Klimat
Genomsnittlig årsnederbörd är 2 207 millimeter. Den regnigaste månaden är juli, med i genomsnitt 355 mm nederbörd, och den torraste är januari, med 60 mm nederbörd.

## Vänorter
- Halton, Storbritannien
- Leiria, Portugal
- Skellefteå, Sverige
- Marbach am Neckar, Tyskland
- Antofagasta, Chile